# FC Flora II Tallinn
 (juin 2020).
Si vous disposez d'ouvrages ou d'articles de référence ou si vous connaissez des sites web de qualité traitant du thème abordé ici, merci de compléter l'article en donnant les références utiles à sa vérifiabilité et en les liant à la section « Notes et références ».
Maillots
Actualités
Le FC Flora II Tallinn (dit FC Flora U21) est un club de football estonien basé à Tallinn. Il s'agit de l'équipe réserve du FC Flora Tallinn, elle ne peut pas prétendre à la promotion en Meistriliiga mais peut participer en Coupe d'Estonie.
Le FC Flora II Tallinn évolue en Esiliiga (deuxième division) depuis sa création en 2006. En 2015, il change de nom et devient FC Flora U21, équipe ne pouvant accueillir que des joueurs âgés de moins de 21 ans renforcée par 3 joueurs plus âgés.
Le club possède aussi une troisième équipe qui évolue en D4 estonienne, le FC Flora III Tallinn.

## Histoire
- 2006 : Fondation du club sous le nom de FC Flora II.
- 2007 : Le club atteint la 2e place de la deuxième division estonienne.
- 2008 : L'équipe est demi-finaliste de la Coupe d'Estonie 2008.
- 2014 : Le club remporte le championnat de deuxième division estonienne, mais est inéligible à la promotion car étant l'équipe réserve du FC Flora Tallinn.
- 2015 : Le club est demi-finaliste de la Coupe d'Estonie 2015.
- 2015 : Le club remporte à nouveau le championnat de deuxième division estonienne, mais est inéligible à la promotion car étant l'équipe réserve du FC Flora Tallinn.
- 2015 : Le club est renommé FC Flora U21.
- 2018 : Le club atteint les demi-finales de la Coupe d'Estonie 2017-2018 (en) face à son équipe première (défaite 3-9).

## Bilan par saison
| Saison          | Division | Rang | J  | G  | N | D  | Bp  | Bc | Diff | Pts | Meilleur(s) buteur(s) | Coupe | Supercoupe |
| --------------- | -------- | ---- | -- | -- | - | -- | --- | -- | ---- | --- | --------------------- | ----- | ---------- |
| 2006            | 2        | 4    | 36 | 19 | 3 | 14 | 81  | 56 | 25   | 60  |                       |       |            |
| 2007            | 2        | 2    | 36 | 24 | 6 | 6  | 97  | 33 | 64   | 78  |                       | 1/16  |            |
| 2008            | 2        | 3    | 36 | 18 | 8 | 10 | 62  | 42 | 21   | 62  |                       | DF    |            |
| 2009            | 2        | 9    | 36 | 9  | 5 | 22 | 34  | 65 | -29  | 32  |                       | 1/32  |            |
| 2010            | 2        | 2    | 36 | 22 | 6 | 8  | 93  | 45 | 48   | 72  |                       | 1/8   |            |
| 2011            | 2        | 5    | 36 | 17 | 7 | 12 | 70  | 51 | 19   | 58  |                       | 1/32  |            |
| 2012            | 2        | 2    | 36 | 20 | 9 | 7  | 66  | 32 | 34   | 69  |                       | QF    |            |
| 2013            | 2        | 3    | 36 | 17 | 6 | 13 | 56  | 54 | 2    | 57  |                       | 8F    |            |
| 2014            | 2        | 1    | 36 | 24 | 6 | 6  | 104 | 40 | 64   | 78  |                       | 1/32  |            |
| 2015            | 2        | 1    | 36 | 22 | 6 | 8  | 76  | 40 | 36   | 72  |                       | DF    |            |
| 2016            | 2        | 2    | 36 | 20 | 8 | 8  | 78  | 47 | 68   | 84  |                       | 1/32  |            |
| 2017            | 2        | 4    | 36 | 21 | 4 | 11 | 75  | 42 | 33   | 67  |                       | 8F    |            |
| 2018            | 2        | 2    | 36 | 21 | 8 | 7  | 115 | 31 | 84   | 71  |                       | DF    |            |
| 2019            | 2        | 2    | 36 | 22 | 7 | 7  | 85  | 37 | 48   | 73  |                       | 1/16  |            |
| 2020 (en cours) | 2        | 4    | 36 | 1  | 1 | 0  | 3   | 2  | 1    | 4   |                       | 1/16  |            |

## Staff
| Poste                   | Nom                |
| ----------------------- | ------------------ |
| Entraîneur              | Ats Sillaste       |
| Entraîneur adjoint      | Silver Alex Kelder |
| Entraîneur des gardiens | Ats Kutter         |
| Physiothérapiste        | Georg Laasik       |

| Période   | Nom                  |
| --------- | -------------------- |
| 2007      | Ivo Lehtmets         |
| 2009      | Urmas Kirs           |
| 2010      | Zaur Tšilingarašvili |
| 2011      | Aivar Lillevere      |
| 2011–2013 | Norbert Hurt         |
| 2014–2015 | Jürgen Henn          |
| 2016–2017 | Joel Indermitte      |
| 2017–     | Ats Sillaste         |

## Palmarès
| Compétitions mineures | Coupes nationales                                                    |
| - Esiliiga (D2) (2) - Champion : 2014, 2015 - Vice-champion : 2007, 2010, 2012, 2016, 2018, 2019 - Troisième : 2008, 2013 | - Coupe d'Estonie - Demi-finaliste : 2007-2008, 2014-2015, 2017-2018 |